# Sebastian Henricpetri

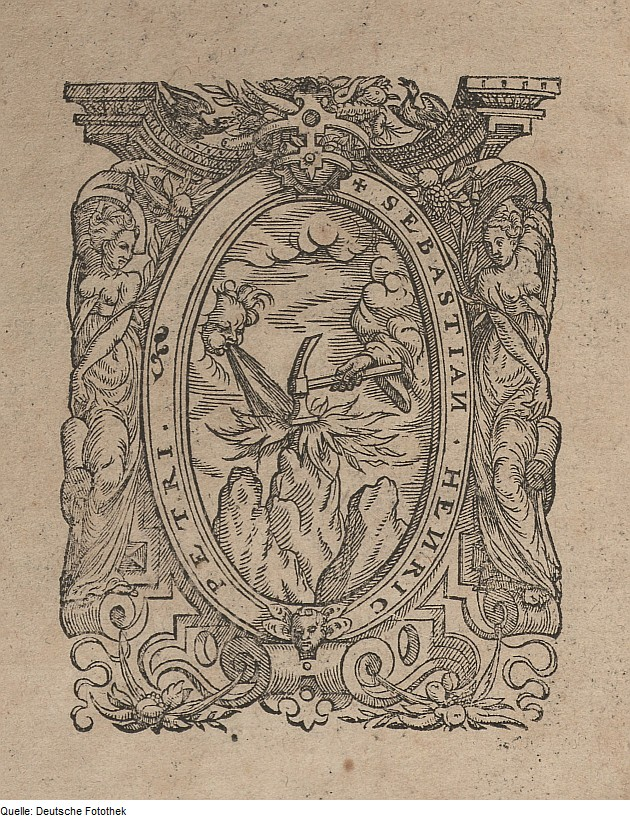
Druckermarke von Sebastian Henricpetri

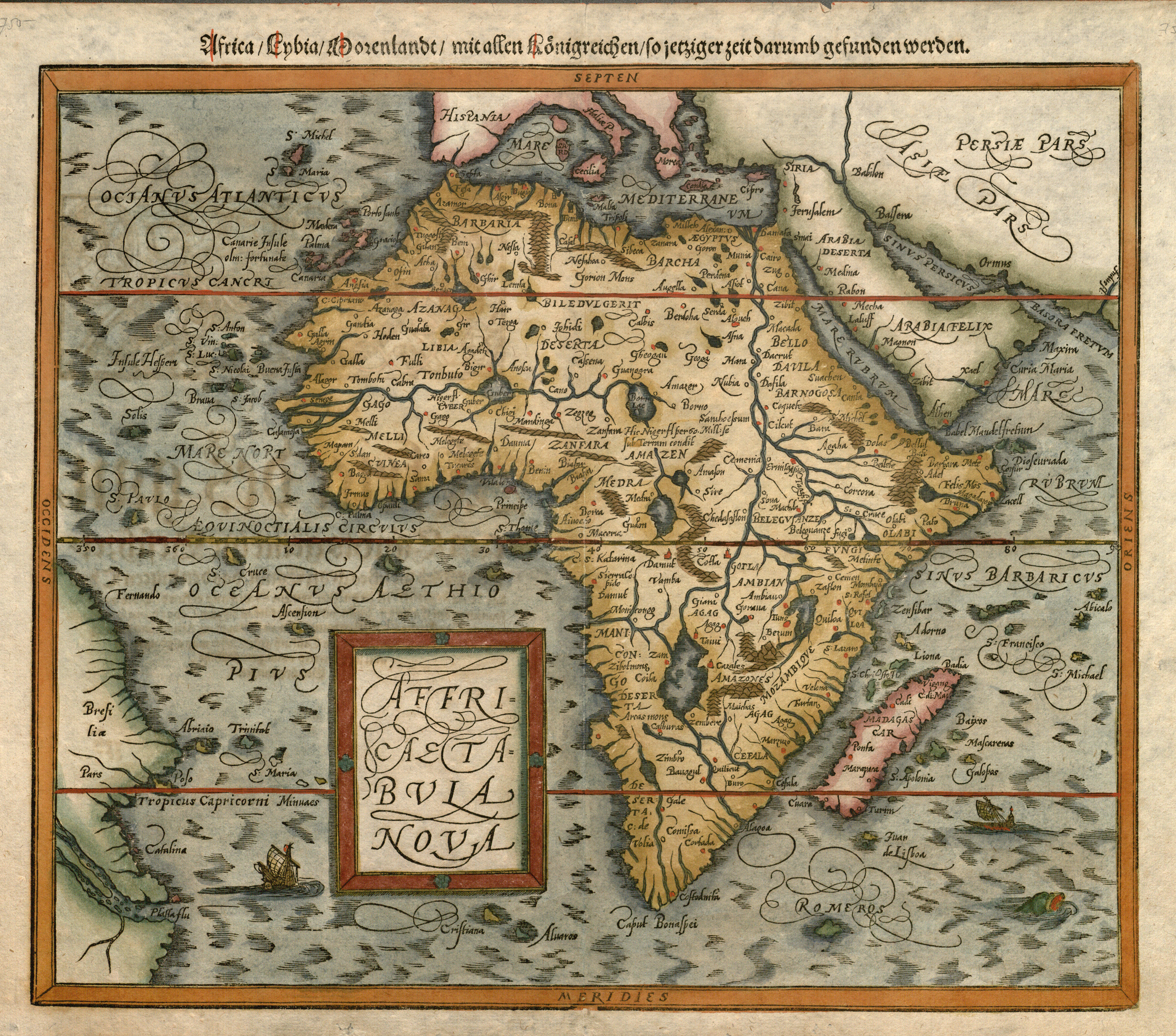
Henricpetri, Africae Tabula Nova, 1580

Sebastian Henricpetri (auch Sebastian Petri und Sebastian Henric Petri; * 1546 in Basel; † 1627 ebenda) war ein Drucker und Verleger aus der Basler Familie der Petri, die mit dem Nürnberger Johannes Petreius verwandt war.
Sebastian Henricpetri war ein Sohn des Druckers Heinrich Petri und seiner ersten Frau, Dorothea Hütschy. Ab 1572 hat er unter eigenem Namen gedruckt, nach dem Tod seines Vaters 1579 übernahm er dessen Offizin. Bei ihm kamen um die 300 lateinische und deutsche Werke heraus, darunter viele Geschichtsbücher. Einer seiner bekanntesten Mitarbeiter war der Korrektor, Autor und Herausgeber Nicolaus Höniger. Henricpetri beschäftigte bedeutende Illustratoren wie Tobias Stimmer und Gregor Sickinger. Für Martin Crusius druckte und verlegte er 1584 dessen Germano-Graecia und Turco-Graecia. Auch die Cosmographia von Sebastian Münster erschien bei Henricpetri. Ab 1591 stellte er auch die Schulbücher und weitere Drucksachen für das Basler Gymnasium her. Zudem ist «eine Anzahl anonymer kleinerer theologischer Tagesstreitschriften um die Jahrhundertwende» höchstwahrscheinlich bei ihm gedruckt worden.
Nachdem Sebastian Henricpetris Offizin schon lange unter finanziellen Problemen gelitten hatte, ging sie infolge des Dreissigjährigen Krieges am 24. März 1626 endgültig in Konkurs, der greise Druckerherr musste das Haus verlassen. Seine Nachfolger waren wohl nur noch im Buchhandel und Verlagswesen tätig. Die Liquidation des alten und berühmten Unternehmens erfolgte offenbar in mehreren Etappen: Den Firmensitz, das Haus «Zum Heiligen Geist» hat mit allem Zubehör ein Faesch, wohl der Kaufmann und Immobilienhändler Johann Rudolf Faesch erworben. Das Haus veräusserte er schon im folgenden Jahr wieder. Es wurde darin auch weiterhin gedruckt, allerdings nur sporadisch, denn die grossen Zeiten des Basler Buchdrucks waren vorbei. Am Ende wurden Privilegien und Druckermaterial aus der Petrinischen Hinterlassenschaft 1660 von Hans Jakob (Jacob d.Ä.) Bertsche gekauft.